# Liste de stades en Guinée
Cet article présente une liste des principaux stades en Guinée. Certains stades peuvent accueillir plusieurs disciplines, à l'image du Stade de Nongo où sont aussi bien organisés des rencontres de football que des événements d'athlétisme.

## Plus grands stades en Guinée
| Nom                         | Ville                | Année d'ouverture (Dernière rénovation) | Capacité actuelle (Capacité estimée après travaux) | Sports principaux | Clubs résidents actuels      | Anciens clubs résidents | Propriétaire |
| --------------------------- | -------------------- | --------------------------------------- | -------------------------------------------------- | ----------------- | ---------------------------- | ----------------------- | ------------ |
| Stade Général Lansana Conté | Nongo (Conakry)      | 2011                                    | 50 000                                             | Football          | Équipe de Guinée de football |                         | Guinée       |
| Stade du 28 septembre       | Dixinn (Conakry)     | 1964                                    | 25 000                                             | Football          | Équipe de Guinée de football |                         | Guinée       |
| Stade régional de Labé      | Labé (Labé)          | 1999                                    | 5 000                                              | Football          | Équipe de Guinée de football |                         | Guinée       |
| Stade de la Mission         | Coléah (Conakry)     | 2014                                    | 10 000                                             | Football          | AS Kaloum Star               |                         | Guinée       |
| Stade de la Mission         | Temenetaye (Conakry) | 2014                                    | 1 000                                              | Football          | AS Kaloum Star               |                         | Guinée       |
| Centre sportif Yorokoguia   | Yorokoguia (Dubréka) | 2018                                    | 15 000                                             | Football          | Horoya Athlétic Club         |                         | Guinée       |
| Stade Petit Sory            | Nongo (Conakry)      | 2021                                    | 5 400                                              | Football          | Hafia Football Club          |                         | Guinée       |
| Stade municipal de Coléah   | Coléah (Conakry)     |                                         | 1 000                                              | Football          | Baraka Football Club         |                         | Guinée       |
| Stade municipal de Coléah   | Coléah (Conakry)     |                                         | 1 000                                              | Football          | Baraka Football Club         |                         | Guinée       |
| Stade de l'amitié de Kamsar | Kamsar (Boké)        |                                         | 15 000                                             | Football          | Club industriel de Kamsar    |                         | Guinée       |

## Projets
Projets de construction ou d'agrandissement en cours. Dans la perspective de l'accueil de la CAN 2025 en Guinée, la COCAN Guinée 2025 sous l'égide de l'Etat Guinée a lancé un vaste chantier de construction des structures sportives. La plupart des projets de construction ou d'agrandissement en cours seront finalisés dans 24 mois selon la COCAN.

### En étude
| Nom du stade | Ville     | Type de projet | Capacité choisie | Futurs clubs résidents | Date de livraison estimée | Propriétaire | conditions                                               |
| ------------ | --------- | -------------- | ---------------- | ---------------------- | ------------------------- | ------------ | -------------------------------------------------------- |
|              | Boké      | Nouveau stade  | 15 000           |                        | septembre 2024            |              | Conditions réunies Décision en attente d'officialisation |
|              | Kindia    | Nouveau stade  | 20 000           |                        | septembre 2024            |              | Conditions réunies Décision en attente d'officialisation |
|              | Labé      | Nouveau stade  | 15 000           |                        | septembre 2024            |              | Conditions réunies Décision en attente d'officialisation |
|              | Kankan    | Nouveau stade  | 20 000           |                        | septembre 2024            |              | Conditions réunies Décision en attente d'officialisation |
|              | Nzérékoré | Nouveau stade  | 15 000           |                        | septembre 2024            |              | Conditions réunies Décision en attente d'officialisation |

## Galerie

Vue de l'intérieur du stade général Lansana Conté de Nongo.
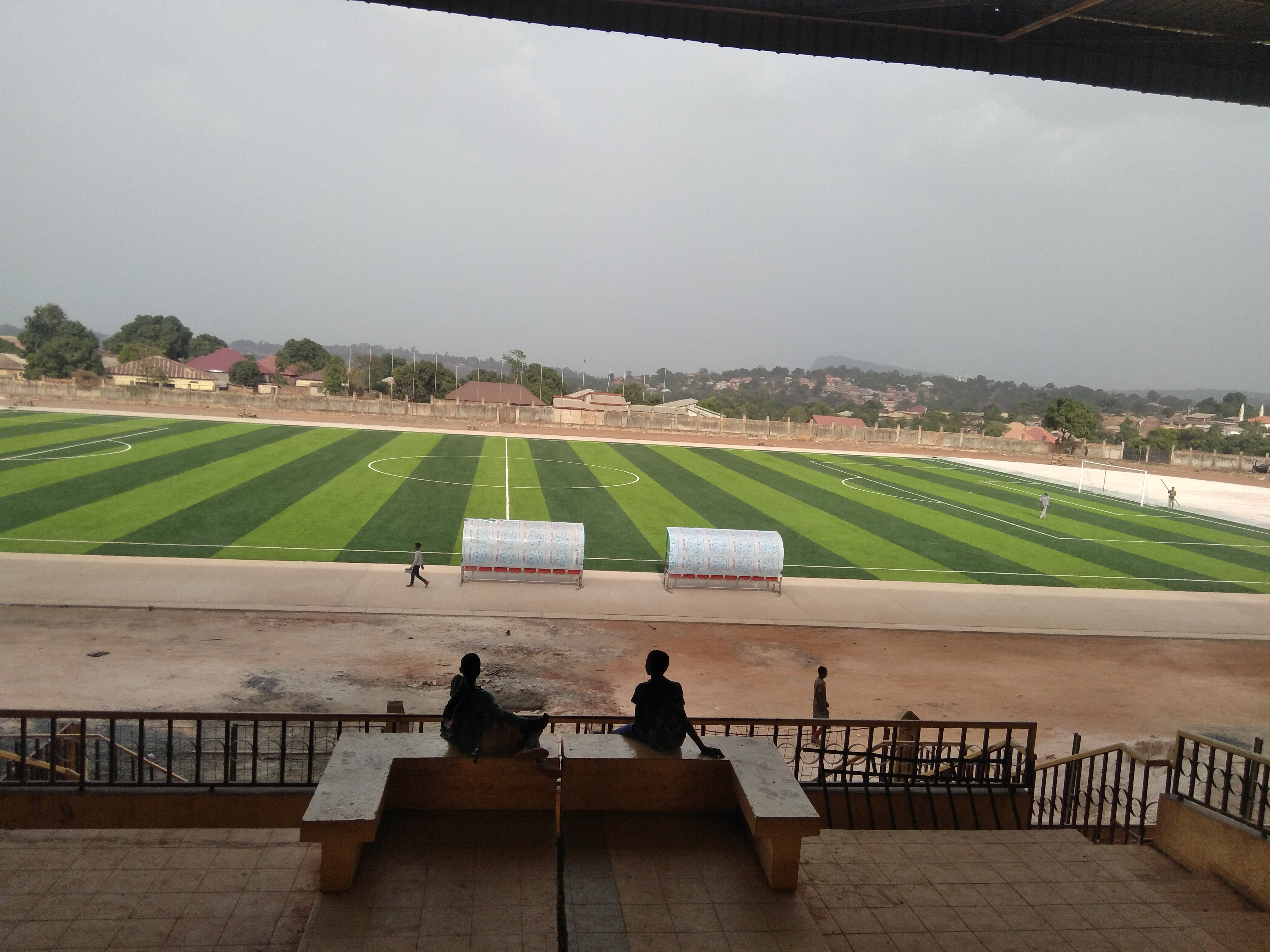
Vue de l'intérieur du Stade régional de Labé.
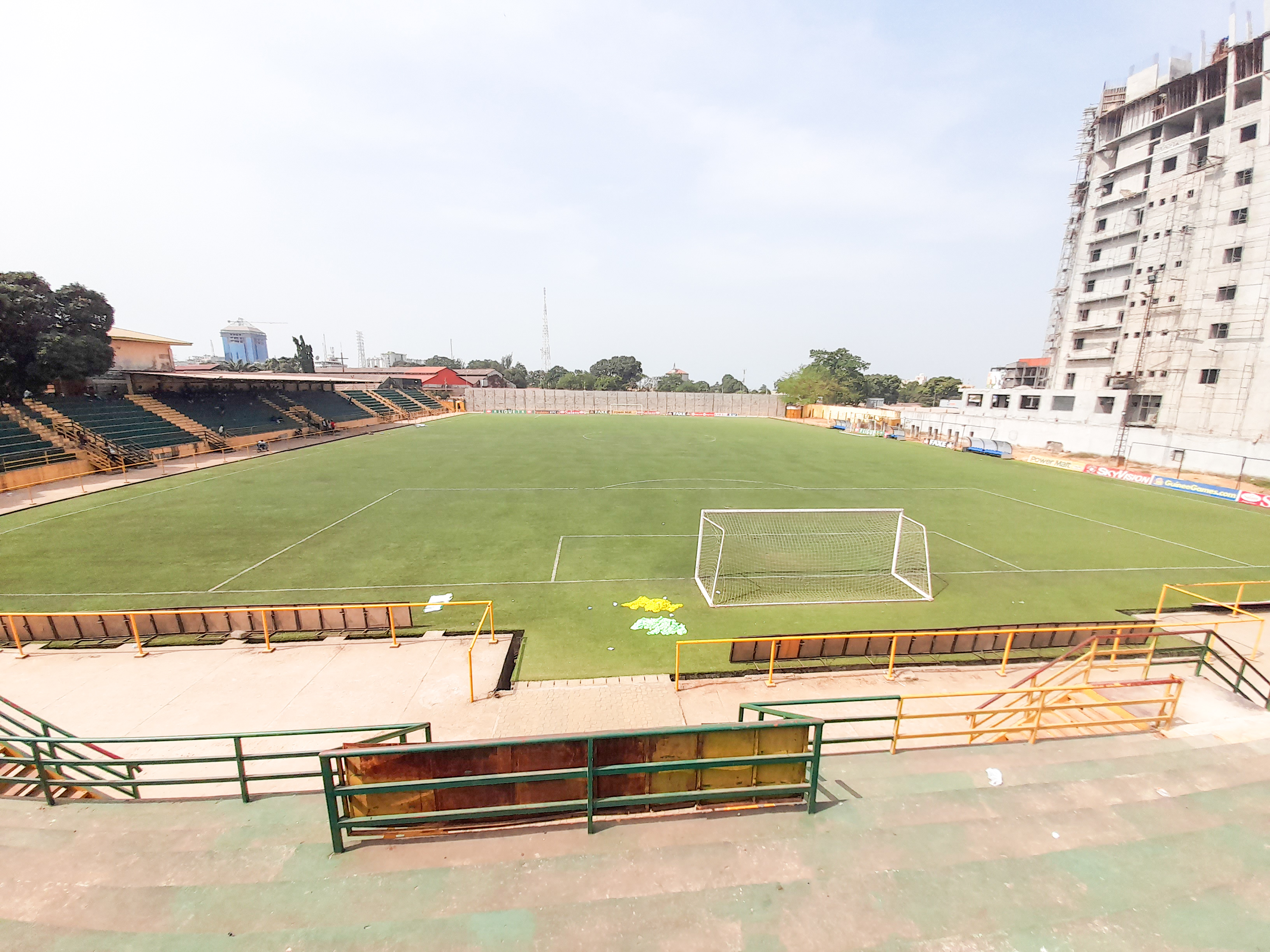
Stade de la mission.
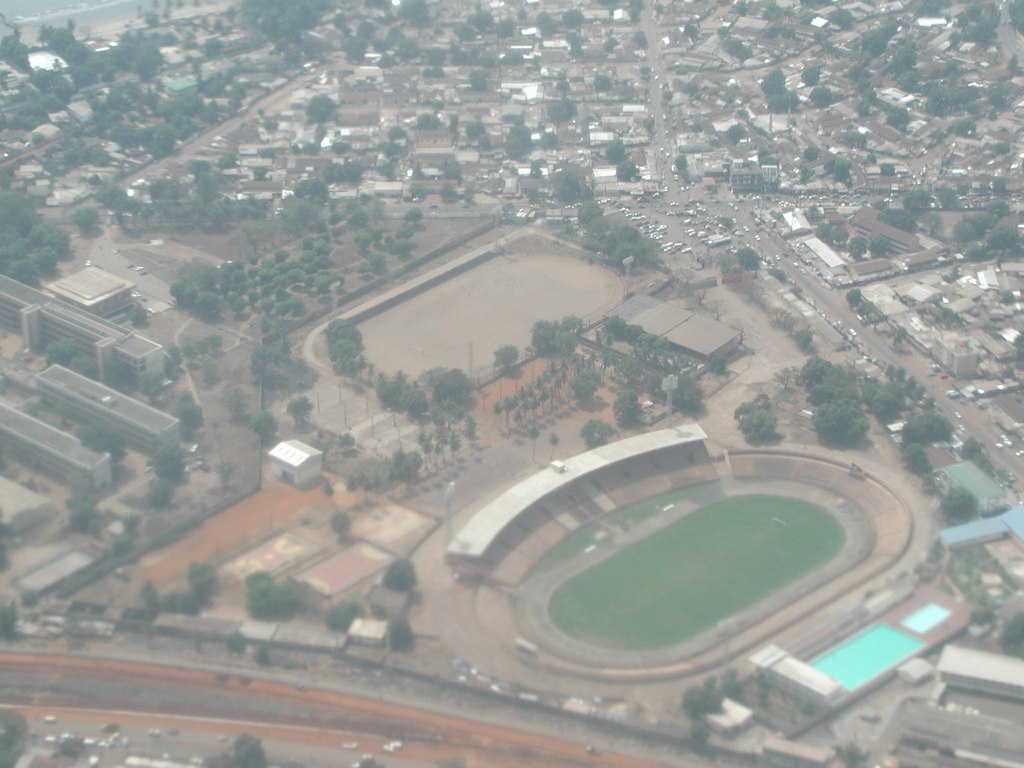
Vue aérien du Stade du 28-Septembre.
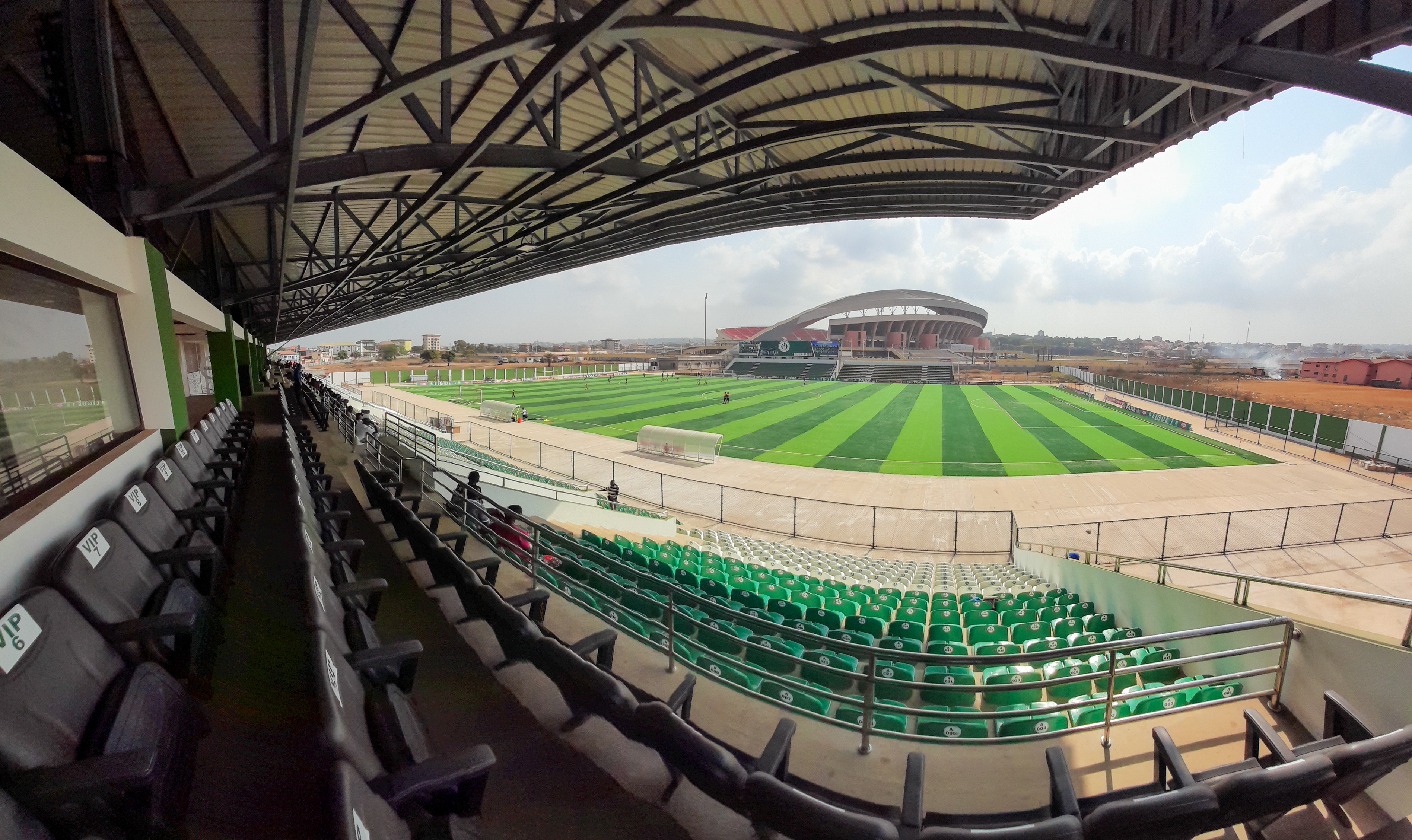
Stade Petit Sory de Nongo